# Јована Гавриловић
Јована Гавриловић (Београд, 27. октобар 1989) српска је позоришна, телевизијска и филмска глумица.

## Биографија
Иако је завршила зуботехничку школу, Гавриловићева је, након што је била члан драмске секције ове школе, одлучила да упише Факултет драмских уметности Универзитета уметности у Београду. Глуму је дипломирала класи професора Владимира Јевтовића и доцента Срђана Карановића. Као студенткиња 4. године, проглашена је најбољом младом глумицом на 21. „Међународном фестивалу малих сцена у Ријеци” 2014. за улогу Мине у представи Док нас смрт не раздвоји. Такође, за улогу у том подухвату, као и представи Змајеубице, награђена је из фонда Дара Чаленић за најбољу младу глумицу на Стеријином позорју 2015. године. Награђена је и за улогу Ранке у представи Моје дете, Београдског драмског позоришта.
У филму Реквијем за госпођу Ј. из 2017. године, Јована је остварила своју прву значајнију филмску улогу. У овом остварењу тумачи лик Ане, старије ћерке главне јунакиње (Мирјана Карановић). Године 2019. уручена јој је Стеријина награда за најбоље глумачко остварење, за насловну улогу у представи Петријин венац, рађеној по истоименом роману Драгослава Михаиловића.
Стална је чланица Атељеа 212, а наступа и у представама Југословенског и Београдског драмског позоришта, односно Битеф театра.

## Улоге

### Позоришне представе
| Наслов                        | Улога              | Редитељ                              | Позориште                       | Премијера          |
| ----------------------------- | ------------------ | ------------------------------------ | ------------------------------- | ------------------ |
| Док нас смрт не раздвоји      | Мина               | Мики Манојловић                      | Радионица Интеграције           | 25. април 2013.    |
| Хинкеман: Шта мора нека буде  | Френце             | Андреј Носов                         | Југословенско драмско позориште | 14. мај 2013.      |
| Уносно место                  | Полина             | Егон Савин                           | Југословенско драмско позориште | 7. март 2014.      |
| Змајеубице                    |                    | Ива Милошевић                        | Југословенско драмско позориште | 7. јун 2014.       |
| Разбијени крчаг               | Ева                | Игор Вук Торбица                     | Југословенско драмско позориште | 13. фебруар 2015.  |
| Авети                         | Регина Енгстранд   | Андреј Носов                         | Битеф театар                    | 6. август 2015.    |
| Моје дете                     | Ранка              | Ана Ђорђевић                         | Београдско драмско позориште    | 27. март 2016.     |
| Деца радости                  | Принцеза           | Снежана Тришић                       | Атеље 212                       | 13. новембар 2016. |
| Дон Жуан                      | Матурина           | Горчин Стојановић                    | Југословенско драмско позориште | 26. фебруар 2017.  |
| Осећај браде                  |                    | Миа Кнежевић                         | Атеље 212                       | 6. октобар 2017.   |
| Црна кутија                   | глас               | Андреј Носов                         | Београдско драмско позориште    | 3. новембар 2017.  |
| Моби Дик                      | Девојчица Рејчел   | Снежана Тришић                       | Позориште „Душко Радовић”       | 8. децембар 2017.  |
| Североисток                   | Зура, Чеченка      | Јана Маричић                         | Битеф театар                    | 14. април 2018.    |
| Пет живота претужног Милутина |                    | Александра Милавић Дејвис            | Атеље 212                       | 10. јун 2018.      |
| Петријин венац                | Петрија градска    | Бобан Скерлић                        | Атеље 212                       | 24. новембар 2018. |
| Гетсимански врт               | Сузет Гест         | Љиљана Тодоровић                     | Атеље 212                       | 24. мај 2019.      |
| Лепа Брена проџект            | Брена градитељства | Владимир Алексић и Олга Димитријевић | Битеф театар                    | 18. децембар 2019. |
| Пред свитање                  | Жена               | Анђелка Николић                      | Атеље 212                       | 19. мај 2021.      |
| Пристанак                     |                    | Небојша Брадић                       | Атеље 212                       | 18. новембар 2021. |

### Филмографија
|                   | 2010▼ | 2020▼ | Укупно |
| ----------------- | ----- | ----- | ------ |
| Дугометражни филм | 5     | 4     | 9      |
| ТВ филм           | 1     | 0     | 1      |
| ТВ серија         | 7     | 10    | 17     |
| Кратки филм       | 9     | 2     | 11     |
| Укупно            | 22    | 16    | 38     |

| Год.       | Назив                                         | Улога               |
| ---------- | --------------------------------------------- | ------------------- |
| 2010-е▲    |                                               |                     |
| 2010.      | Добро сам, нема ме (кратки филм)              | Ната                |
| 2015.      | Док нас пут не растави (кратки филм)          |                     |
| 2015.      | Небо изнад нас                                | Нада                |
| 2015.      | Мркли мрак (кратки филм)                      | Трикси              |
| 2015.      | Измишљени светови (кратки филм)               | Даница              |
| 2015.      | Дијамант за Баја Калифорнију (кратки филм)    | Ета Плејс           |
| 2016.      | Уочи Божића (ТВ филм)                         | Смиљче              |
| 2016.      | Синђелићи (серија)                            | Касија Тркуља       |
| 2016.      | Сумњива лица (серија)                         | Марица              |
| 2016.      | Једначина са једном непознатом (документарни) | лично               |
| 2017.      | Реквијем за госпођу Ј.                        | Ана                 |
| 2017.      | Најтоплији дан лета (кратки филм)             |                     |
| 2017.      | Loop (кратки филм)                            |                     |
| 2017.      | Хоризонти                                     | Јованка             |
| 2018.      | Немањићи — рађање краљевине (серија)          | млада Рашка Немањић |
| 2018.      | Могу сам (кратки филм)                        | медицинска сестра   |
| 2018.      | Јутро ће променити све (серија)               | Сенка               |
| 2018—2019. | Жигосани у рекету (серија)                    | Луна                |
| 2019.      | Шафарикова 19 (кратки филм)                   | Ања                 |
| 2019.      | Ујка − нови хоризонти (серија)                | банкарка Сандра     |
| 2019.      | Реална прича                                  | Александра          |
| 2019.      | Бисер Бојане (серија)                         | Марија              |
| 2020-е▲    |                                               |                     |
| 2020—2023. | Мама и тата се играју рата (серија)           | Александра          |
| 2021—2022. | Клан (серија)                                 | Секретарица Љубица  |
| 2021—2023. | Камионџије д.о.о. (серија)                    | Авдика              |
| 2021.      | Келти                                         | Тања                |
| 2021.      | Каљаве гуме (серија)                          | Ема                 |
| 2021—2024. | Радио Милева (серија)                         | Сара                |
| 2021.      | Бранилац (серија)                             | Славојка Петровић   |
| 2021.      | Пас и ветар (кратки филм)                     | Зоја                |
| 2021.      | Време зла (серија)                            | Савка               |
| 2021.      | Делови тела (кратки филм)                     | глас                |
| 2022.      | Златни дечко                                  | Сара                |
| 2022.      | Златни дечко (серија)                         | Сара                |
| 2022.      | Усековање                                     | Ива                 |
| 2024.      | Кожа (серија)                                 | Бојана              |
| 2024.      | V eфекат (серија)                             | Дарија              |
| 2024.      | Жетва                                         |                     |

### Спотови
- О идолима — Шајзербитерлемон (2019)[44]

## Награде и признања
| Година | Остварење                                                                    | Награда |
| ------ | ---------------------------------------------------------------------------- | --- |
| 2014.  | Док нас смрт не раздвоји                                                     | Најбоља млада глумица на 21. „Међународном фестивалу малих сцена” у Ријеци, за улогу Мине                           |
| 2015.  | Док нас смрт не раздвоји                                                     | Награда из фонда „Дара Чаленић“ за најбољу младу глумицу на 60. Стеријином позорју                                  |
| 2015.  | Змајеубице                                                                   | Награда из фонда „Дара Чаленић“ за најбољу младу глумицу на 60. Стеријином позорју                                  |
| 2015.  | Разбијени крчаг                                                              | Најбоља млада глумица на 22. „Међународном фестивалу малих сцена” у Ријеци, за улогу Еве                            |
| 2016.  | Моје дете                                                                    | Награда за глумачко остварење на 11. Међународном позоришном фестивалу ЈоакимИнтерФест у Крагујевцу, за улогу Ранке |
| 2016.  | Моје дете                                                                    | Награда за најбољу улогу осмог по реду фестивала „Заплет” у Бањој Луци                                              |
| 2016.  | Моје дете                                                                    | Награда за најбољу женску улогу на Првом фестивала европског театра у Тузли                                         |
| 2016.  | Моје дете                                                                    | Најбоља глумица Петог Фестивала произведених представа у Алексинцу                                                  |
| 2017.  | Реквијем за госпођу Ј                                                        | Најбоља женска епизодна улога на 52. Филмским сусретима у Нишу                                                      |
| 2017.  | Награда из Фондације „Ружица Сокић“ за глумачко остварење и допринос култури | |
| 2018.  | Хоризонти                                                                    | Награда Мира Ступица за најбољу женску улогу на 47. Софесту у Сопоту                                                |
| 2018.  | Моби Дик                                                                     | Награда за глумицу фестивала Позориште Звездариште, за улогу девојчице Рејчел                                       |
| 2018.  | Петријин венац                                                               | Стеријина награда за глумачко остварење                                                                             |
| 2020.  | Петријин венац                                                               | Награда Милош Жутић, за најбоље глумачко остварење у сезони 2018/19.                                                |

## Додатни извори
- „У ЈДП-у премијерно изведен "Дон Жуан"”. Танјуг. Радио-телевизија Србије. 27. 2. 2017. Приступљено 17. 1. 2021.
- „Осећај браде Мие Кнежевић сутра у Атељеу 212”. Танјуг. Дневник холдинг. 5. 10. 2017. Приступљено 17. 1. 2021.
- „ТВ Театар: Деца радости”. Радио-телевизија Србије. 13. 10. 2018. Приступљено 17. 1. 2021.
- Sučević, Milica (2019). „Jovana Gavrilović: „Još uvek imam snage da izmišljam svoj svet i da se sakrivam u njega””. hocupozoriste.rs. Приступљено 24. 6. 2021.
- „Премијера представе Гетсимански врт”. Атеље 212. 23. 5. 2019. Приступљено 17. 1. 2021.
- „Почеле пробе комада „Пред свитање“ Филипа Грујића у режији Анђелке Николић”. Атеље 212. 11. 2. 2020. Приступљено 17. 1. 2021.
- Н. Ц, Ј. (12. 10. 2020). „Породична преиспитивања”. Политика. Приступљено 17. 1. 2021.
- Стругар, В. (14. 1. 2021). „Ривал сам само себи: Јована Гавриловић, добитница награде Милош Жутић за најбоље глумачко остварење у 2019.”. Вечерње новости. Приступљено 17. 1. 2021.